# Leichtathletik-Weltmeisterschaften der Behinderten 2002/Teilnehmer (Schweiz)
| stlisierte Goldmedaille | stlisierte Silbermedaille | stlisierte Bronzemedaille |
| ----------------------- | ------------------------- | ------------------------- |
| 3                       | 4                         | 6                         |

Von Swiss Paralympic, dem Schweizerischen Paralympischen Komitee, wurde eine aus neun Sportlern und sechs Sportlerinnen bestehende Delegation zu den Leichtathletik-Weltmeisterschaften der Behinderten 2002 entsandt, die 13 Medaillen errang.

## Ergebnisse

### Frauen
| Athletinnen              | Wettbewerb                    | Vorlauf / Vorkampf | Vorlauf / Vorkampf | Halbfinale   | Halbfinale | Finale             | Finale |
| Athletinnen              | Wettbewerb                    | Zeit / Weite       | Rang               | Zeit / Weite | Rang       | Zeit / Weite       | Rang   |
| ------------------------ | ----------------------------- | ------------------ | ------------------ | ------------ | ---------- | ------------------ | ------ |
| Ursina Greuter           | 100 m Rennrollstuhl T52       | –                  | –                  | 22,17 s      | 2          | 22,85 s            | 4      |
| Pia Schmid               | 100 m Rennrollstuhl T52       | –                  | –                  | 23,34 s      | 2          | 22,82 s            |        |
| Andrea Emmenegger        | 100 m Rennrollstuhl T54       | –                  | –                  | 18,66 s      | 2          | 18,02 s            | 4      |
| Manuela Schär            | 100 m Rennrollstuhl T54       | –                  | –                  | 18,15 s      | 3          | 18,07 s            | 5      |
| Ursina Greuter           | 200 m Rennrollstuhl T52       | –                  | –                  | –            | –          | 44,56 s            | 5      |
| Pia Schmid               | 200 m Rennrollstuhl T52       | –                  | –                  | –            | –          | 46,04 s            | 6      |
| Andrea Emmenegger        | 200 m Rennrollstuhl T54       | –                  | –                  | 33,24 s      | 3          | 34,05 s            | 6      |
| Manuela Schär            | 200 m Rennrollstuhl T54       | –                  | –                  | 33,88 s      | 3          | 33,52 s            | 5      |
| Andrea Emmenegger        | 400 m Rennrollstuhl T54       | –                  | –                  | 1:04,25 min  | 5          | 1:05,16 min        | 7      |
| Manuela Schär            | 400 m Rennrollstuhl T54       | –                  | –                  | 1:05,82 min  | 4          | nicht qualifiziert | 9      |
| Sandra Graf-Mittelholzer | 800 m Rennrollstuhl T54       | –                  | –                  | 2:08,78 min  | 4          | nicht qualifiziert | 10     |
| Edith Hunkeler           | 800 m Rennrollstuhl T54       | –                  | –                  | 2:06,59 min  | 1          | 1:56,99 min        | 4      |
| Andrea Emmenegger        | 1500 m Rennrollstuhl T54      | –                  | –                  | 4:25,64 min  | 4          | nicht qualifiziert | 10     |
| Sandra Graf-Mittelholzer | 1500 m Rennrollstuhl T54      | –                  | –                  | 4:07,67 min  | 3          | 3:48,25 min        | 7      |
| Edith Hunkeler           | 1500 m Rennrollstuhl T54      | –                  | –                  | 4:08,15 min  | 2          | 3:44,87 min        |        |
| Sandra Graf-Mittelholzer | 5000 m Rennrollstuhl T54      | –                  | –                  | –            | –          | 13:28,85 min       |        |
| Edith Hunkeler           | 5000 m Rennrollstuhl T54      | –                  | –                  | –            | –          | 13:28,91 min       | 5      |
| Sandra Graf-Mittelholzer | Marathon Rennrollstuhl T53/54 | –                  | –                  | –            | –          | 1:53:31 h          |        |
| Edith Hunkeler           | Marathon Rennrollstuhl T53/54 | –                  | –                  | –            | –          | 1:52:30 h          |        |

### Männer
| Athleten         | Wettbewerb                 | Vorlauf / Vorkampf | Vorlauf / Vorkampf | Halbfinale   | Halbfinale | Finale             | Finale |
| Athleten         | Wettbewerb                 | Zeit / Weite       | Rang               | Zeit / Weite | Rang       | Zeit / Weite       | Rang   |
| ---------------- | -------------------------- | ------------------ | ------------------ | ------------ | ---------- | ------------------ | ------ |
| Patrick Stoll    | 400 m T44                  | –                  | –                  | DNF          | –          | –                  | –      |
| Patrick Stoll    | 800 m T44                  | –                  | –                  | –            | –          | 2:17,88 min        | 5      |
| Christoph Sommer | 1500 m T46                 | –                  | –                  | 4:32,39 min  | 7          | nicht qualifiziert | 15     |
| Christoph Sommer | 5000 m T46                 | –                  | –                  | –            | –          | 15:37,08 min       |        |
| Beat Bösch       | 100 m Rennrollstuhl T52    | –                  | –                  | 18,37 s      | 2          | 18,72 s            |        |
| Beat Bösch       | 200 m Rennrollstuhl T52    | –                  | –                  | 34,94 s      | 1          | 34,88 s            |        |
| Marcel Hug       | 200 m Rennrollstuhl T54    | –                  | –                  | 29,95 s      | 5          | nicht qualifiziert | 13     |
| Tobias Lötscher  | 200 m Rennrollstuhl T54    | –                  | –                  | 30,65 s      | 5          | nicht qualifiziert | 14     |
| Beat Bösch       | 400 m Rennrollstuhl T52    | –                  | –                  | –            | –          | 1:05,19 min        |        |
| Marcel Hug       | 400 m Rennrollstuhl T54    | –                  | –                  | 56,45 s      | 7          | nicht qualifiziert | 15     |
| Tobias Lötscher  | 400 m Rennrollstuhl T54    | –                  | –                  | 58,22 s      | 7          | nicht qualifiziert | 16     |
| Guido Müller     | 400 m Rennrollstuhl T54    | –                  | –                  | 59,03 s      | 4          | nicht qualifiziert | 18     |
| Franz Weber      | 800 m Rennrollstuhl T52    | –                  | –                  | 2:28,89 min  | 3          | 2:37,33 min        | 7      |
| Heinz Frei       | 800 m Rennrollstuhl T53    | –                  | –                  | 1:47,87 min  | 1          | 1:47,73 min        |        |
| Guido Müller     | 800 m Rennrollstuhl T54    | –                  | –                  | 1:41,85 min  | 4          | 1:45,47 min        | 8      |
| Franz Weber      | 1500 m Rennrollstuhl T52   | –                  | –                  | –            | –          | 4:32,60 min        | 5      |
| Marcel Hug       | 1500 m Rennrollstuhl T54   | –                  | –                  | 3:28,46 min  | 8          | nicht qualifiziert | 29     |
| Guido Müller     | 1500 m Rennrollstuhl T54   | –                  | –                  | 3:20,86 min  | 7          | nicht qualifiziert | 22     |
| Franz Weber      | 5000 m Rennrollstuhl T52   | –                  | –                  | –            | –          | 15:32,17 min       | 5      |
| Heinz Frei       | 5000 m Rennrollstuhl T54   | –                  | –                  | 11:06,16 min | 3          | 11:15,22 min       | 8      |
| Heinz Frei       | 10.000 m Rennrollstuhl T54 | –                  | –                  | 23:43,11 min | 2          | 22:30,65 min       | 5      |
| Guido Müller     | 10.000 m Rennrollstuhl T54 | –                  | –                  | 23:01,25 min | 4          | 23:21,15 min       | 9      |
| Franz Weber      | Marathon Rennrollstuhl T52 | –                  | –                  | –            | –          | 2:10:36 h          | 5      |
| Heinz Frei       | Marathon Rennrollstuhl T54 | –                  | –                  | –            | –          | 1:27:58 h CR       |        |
| Guido Müller     | Marathon Rennrollstuhl T54 | –                  | –                  | –            | –          | DNS                | –      |
| Urs Kolly        | Weitsprung F44             | –                  | –                  | –            | –          | 6,40 m             |        |
| Urs Kolly        | Diskuswurf F44             | –                  | –                  | –            | –          | 40,94 m            | 8      |
| Urs Kolly        | Speerwurf F44              | –                  | –                  | –            | –          | 51,35 m            |        |